# Stary Zamość
Stary Zamość – wieś w Polsce położona w województwie lubelskim, w powiecie zamojskim, w gminie Stary Zamość. Leży przy drodze krajowej nr 17 ( E372 ). 
W latach 1975–1998 miejscowość administracyjnie należała do województwa zamojskiego.
Miejscowość jest siedzibą gminy Stary Zamość. Na terenie wsi funkcjonują dwa sołectwa: Stary Zamość i Stary Zamość – Gościniec Kmicica. Według Narodowego Spisu Powszechnego z roku 2011 wieś liczyła 561 mieszkańców.

## Części wsi
| SIMC    | Nazwa        | Rodzaj    |
| ------- | ------------ | --------- |
| 0899207 | Doły         | część wsi |
| 0899242 | Gościniec    | część wsi |
| 0899213 | Kolonia Duża | część wsi |
| 0899220 | Kolonia Mała | część wsi |
| 0899259 | Księżaki     | część wsi |
| 0899265 | Reforma      | część wsi |
| 0899271 | Średnia Góra | część wsi |

## Historia
Wieś wspominana w źródłach od XIV wieku jako Zamoście. Po założeniu Zamościa miejscowość nazywano Starym Zamościem. Należała do Zamoyskich do XIX wieku. W XIX wieku miejscowość była podzielona na Stary Zamość Ordynacki i Stary Zamość Kościelny, co wynikało z terenów odrabiania pańszczyzny przez chłopów. Po II wojnie światowej folwarki poddano parcelacji a ziemię rozdzielono pomiędzy chłopów. 

## Zabytki
Według rejestru zabytków NID na listę zabytków wpisany jest zespół kościoła parafialnego, nr rej.: A/306 z 25.10.1985:
- kościół pw. Wniebowzięcia NMP, 1592, pocz. XX w.
- kaplica pogrzebowa, pocz. XX w.
- cmentarz kościelny
- ogrodzenie z kapliczkami i bramami, pocz. XX w.
- plebania, XIX/XX w.

## Sport
We wsi istnieje klub piłkarski "Omega", występujący obecnie w rozgrywkach IV ligi (lubelskiej).